# Dagmar van Denemarken (1890-1961)

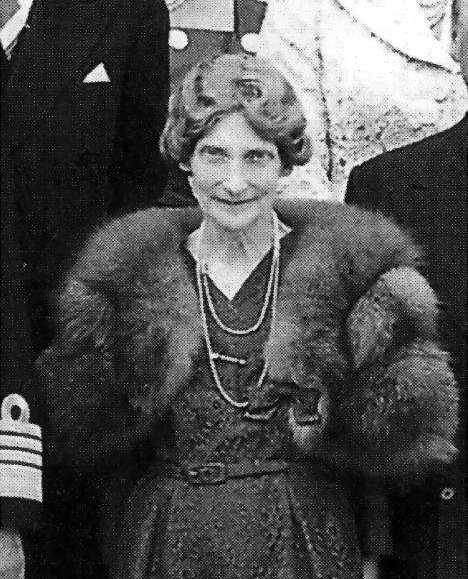
Prinses Dagmar van Denemarken

Dagmar Louise Elisabeth (Charlottenlund, 23 mei 1890 — Kongstedlund, Aalborg, 11 oktober 1961) was de jongste dochter van de Deense koning Frederik VIII en koningin Louise.
Prinses Dagmar werd geboren op 23 mei 1890. Ze werd genoemd naar haar tante prinses Dagmar, die na haar huwelijk met tsaar Alexander III de naam Maria Fjodorovna had aangenomen. Op 23 november 1922 trad prinses Dagmar in het huwelijk met de Deense burger Jørgen Castenskiold (30 november 1893 - 21 november 1978).
Het echtpaar kreeg vijf kinderen:
- Carl Frederik Anton Jørgen Castenskiold (13 november 1923 - 14 april 2006)
- Christian Ludwig Gustav Fritz Castenskiold (10 juli 1926 - 26 februari 2019)
- Jørgen Frederik Aage Erik Helge Castenskiold (16 maart 1928 - 4 mei 1964)
- Dagmar Castenskiold (11 september 1930 - 12 juli 2013)
- Christian Frederik (21 augustus 1931 - 4 november 1937).